# Astolfo (film)
Astolfo è un film del 2022 diretto e interpretato da Gianni Di Gregorio.

## Trama
Astolfo è un professore in pensione settantenne che vive a Roma in un appartamento da cui viene garbatamente sfrattato dalla sua proprietaria. Gli affitti sono saliti a Roma e Astolfo decide di tornare nella provincia, sulle colline di Artena dove è situato il suo palazzo nobiliare di famiglia. I grandi salotti pieni di polvere e ormai decadenti sono abitati da un paesano a sua volta sfrattato dalla ex moglie. Insieme decidono di affrontare il presente, il sindaco, che si è appropriato delle sue terre (per costruire villette) appartenute in un tempo remoto alla sua famiglia, e un prete invadente e perfido, che ha murato il suo salone e occupato le sue stanze per fare una sala di musica per i suoi ragazzi della parrocchia. Però arriva Stefania, una ancora affascinante signora presentata da suo cugino un po' dongiovanni, la quale minerà la sua tranquilla e posata vita.

## Produzione
Le riprese del film si sono svolte tra giugno e luglio 2021 nei comuni di Vasto in Abruzzo e Artena nel Lazio, con un breve passaggio nella marina di Montenero di Bisaccia.

## Distribuzione
Il film è stato presentato alla Festa del Cinema di Roma il 16 ottobre 2022 e distribuito nelle sale cinematografiche italiane il successivo 20 ottobre.